# Daniele di Padova
San Daniele di Padova (o Danilo) (fl. IV secolo) è venerato come santo dalla Chiesa cattolica (festeggiato il 3 gennaio) ed è uno dei quattro patroni di Padova (con Sant'Antonio, San Prosdocimo e Santa Giustina).

## Biografia
Fu martirizzato all'inizio del IV secolo sotto Diocleziano. La scoperta della sua esistenza avvenne solo nel 1075, quando fu ritrovato il suo corpo nell'oratorio di San Prosdocimo. Un'arca romana in marmo di Carrara ne conteneva i resti trafitti da chiodi ed un'iscrizione riportava Hic corpus Danielis martyris et levitae quiescit. La tomba è ora conservata nel duomo di Padova.

## Culto
Al santo è dedicata la chiesa di San Daniele nei pressi del Prato della Valle, con pregevoli affreschi di Sebastiano Santi che ritraggono il martirio, il ritrovamento e la traslazione delle reliquie del santo.
Ad Abano Terme si erge un monastero dedicato al martire, costruito alla fine dell'XI secolo e gestito per quattro secoli dai monaci benedettini.

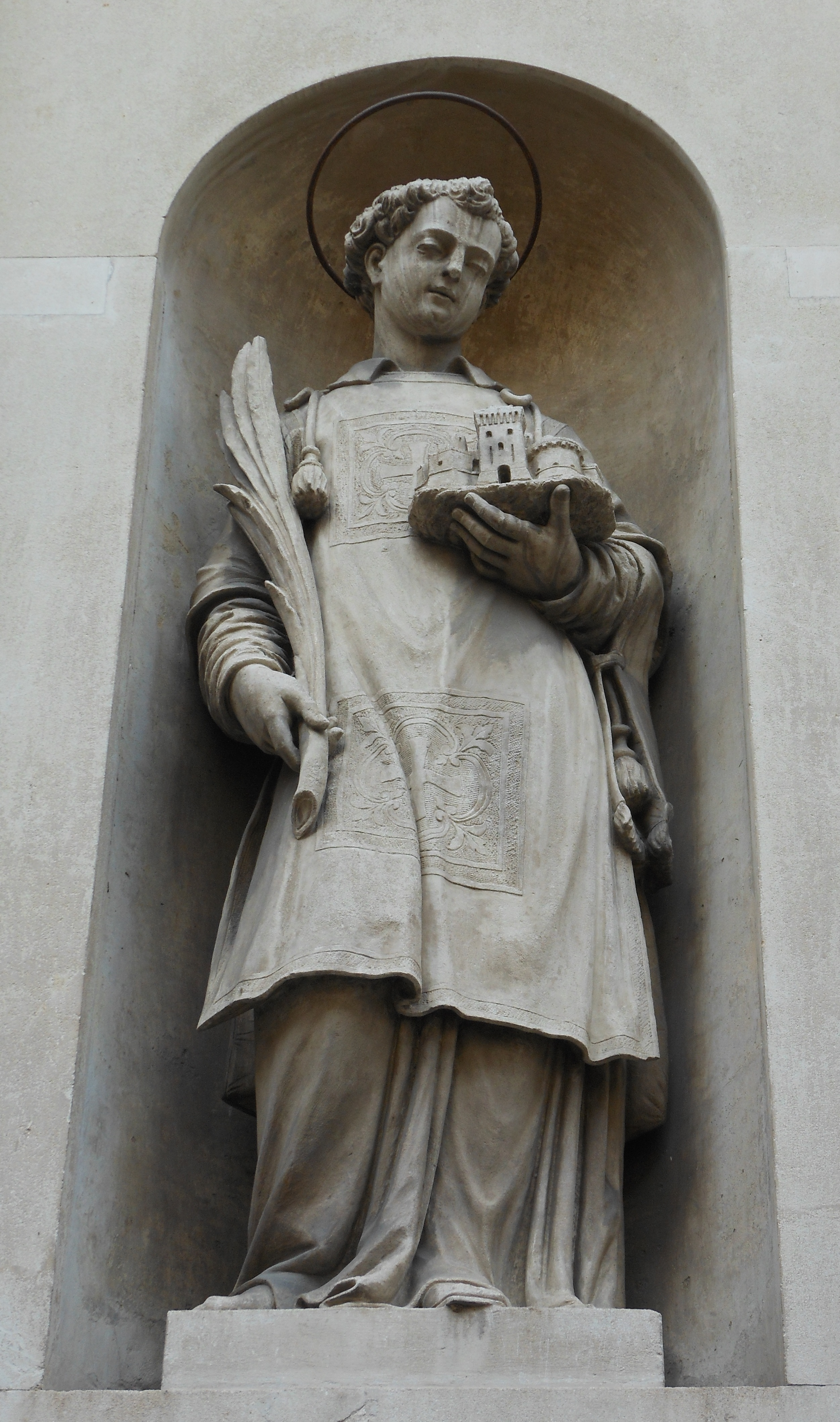
San Daniele di Francesco Rizzi, sulla facciata dell'omonima chiesa a Padova.
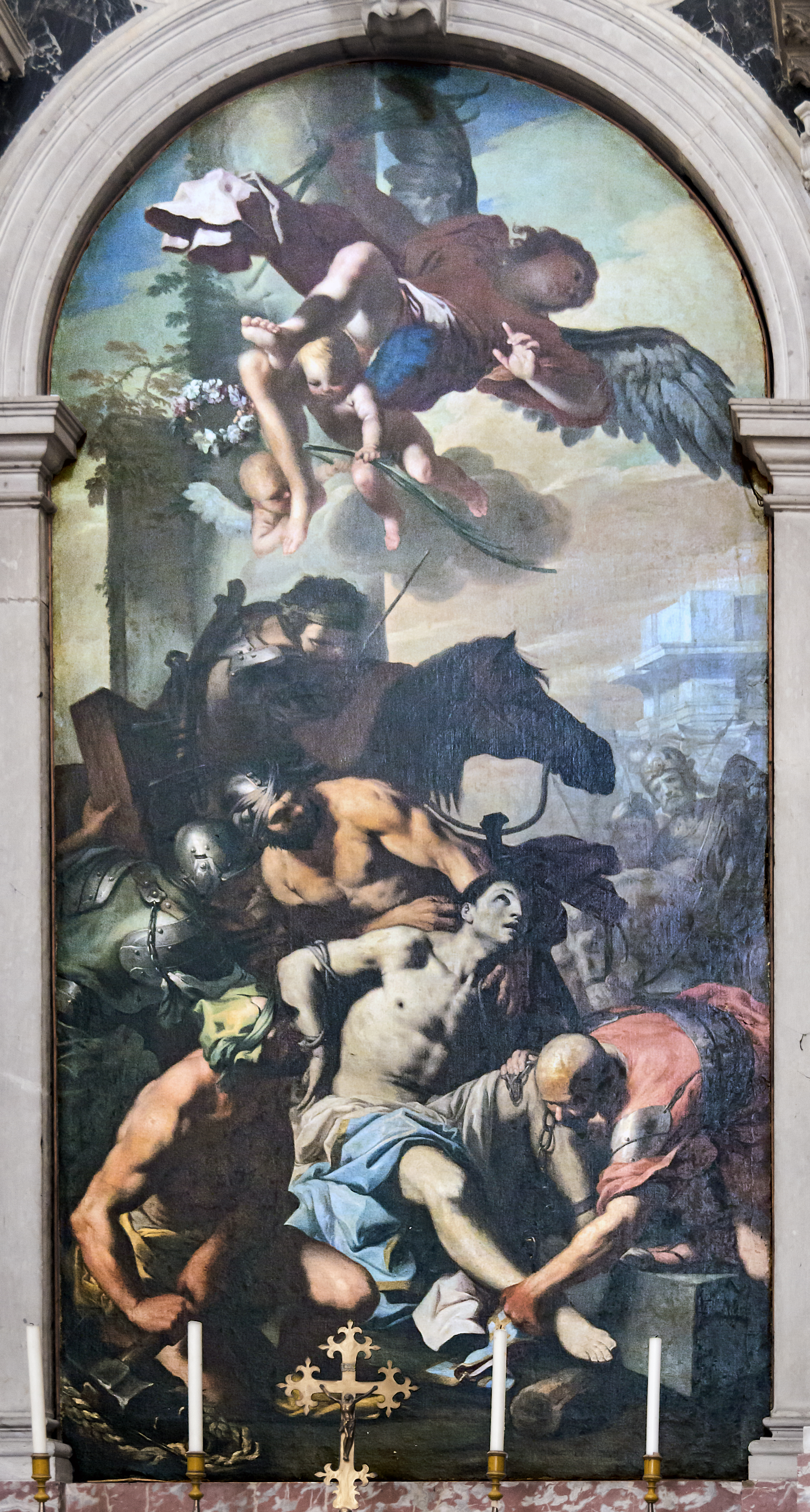
Martiro di Daniele di Antonio Zanchi, nell'omonima cappella della Basilica di Santa Giustina a Padova